# Epicoccum effusum
Epicoccum effusum är en lavart som beskrevs av Fuckel 1870. Epicoccum effusum ingår i släktet Epicoccum och familjen Pleosporaceae.   Inga underarter finns listade i Catalogue of Life.